# Stictoleptura canadensis
Stictoleptura canadensis es una especie de escarabajo longicornio del género Stictoleptura, tribu Lepturini, familia Cerambycidae. Fue descrita científicamente por Olivier en 1800.
Se distribuye por América del Norte: Canadá y Estados Unidos. Mide 11-15 milímetros de longitud. El período de vuelo ocurre en los meses de junio, julio, agosto y septiembre.